# Erste Bank
Erste Bank (повна назва: Erste Bank der oesterreichischen Sparkassen AG) — універсальний банк у Центральній Європі з головним офісом у Відні, Австрія. Представлений в Австрії, Хорватії, Чехії, Угорщині, Румунії, Сербії, Словаччині.
Австрійський Erste Bank був заснований у формі ощадної спілки у 1819 під назвою Erste österreichische Spar-Casse (так банк називався до 1997 року). Таким чином він є найстарішим існуючим банком в Австрії. У 1993 році банк був зареєстрований як публічна компанія і його акції були розміщені на фондовій біржі в 1997 році. З 2008 року він є членом Erste Group, створеного ним як холдинг для банків, придбаних у Центральній та Східній Європі.
Erste Bank разом з ощадними банками є однією з найбільших банківських груп в Австрії. 15 500 співробітників обслуговують більше 3,5 мільйона клієнтів у 1000 філіях. Частка клієнтів групи ощадних банків у Австрії становить близько 30% всієї банківської галузі. У так званих приватних банківських операціях Ерсте Банк управляє близько 48 млрд євро і є лідером ринку в Австрії.

## Історія

### Заснування ощадного банку ("Spar-Casse") у1819році
У важкі економічні роки після закінчення наполеонівських воєн імператор Франц II запропонував заснувати ощадний банк за шотландською моделлю. Тодішній губернатор Національного банку Бернхард Ріттер фон Ескелес і празький підприємець Ігнац Ріттер фон Шенфельд зібрали навколо себе заможних громадян передмістя Відня і написали статут майбутнього банку. Йоганн Баптист Вебер, пастор Леопольдскірхе в колишньому віденському передмісті Леопольдштадт (сьогоднішньому 2-му районі міста), був обраний головою першої філії «Erste oesterreichische Spar-Casse» («Перша австрійська ощадна каса») 4 жовтня 1819 року. Це був перший ощадний банк за шотландською моделлю на континенті. Сотні ощадних банків у всіх частинах колишньої імперії були засновані пізніше за цим зразком.
Головний обов'язок банку був описаний у статутах засновницького року таким чином : "[Він] має на меті [... забезпечити] фабричного працівника, фермера, або будь-яку іншу працьовиту й економну неповнолітню чи повнолітню особу засобами для значних покупок так, щоб вони час від часу відкладали невеликий капітал, щоб використати його пізніше для задоволення своїх потреб, допомоги в хворобі, в старості або досягнення будь-якої іншої гідної похвали мети. Ця тема ощадного банку — сприяння економії для задоволення своїх потреб — залишалася незмінною протягом багатьох поколінь. Тому символом банку була вибрана бджола перед вуликом, як зразок економії і старанності.

### "Перший Австрійський" („Erste österreichische“) у1938році
«Аншлюс» Австрії до Націонал-соціалістичного німецького рейху в 1938 році став серйозним випробуванням для банку. Зрештою, незважаючи на великий тиск, слово "австрійський", якого нові правителі намагалися позбутися якомога швидше, залишилося в назві компанії. Таким чином, "Spar-Casse" залишився єдиним кредитним інститутом, що мав слово "австрійський" у назві в 1938-1945 роках. Однак єврейські співробітники "Spar-Casse" втратили свої посади. "Spar-Casse" також зловжили для фінансування підготовки війни націонал-соціалістичним режимом.

### Відбудова після війни і перетворення у банк
Відбудова після Другої світової війни призвела до розвитку, що відкрив нові сфери бізнесу, як-от розширення приватних платежів, субсидовані державою форми заощадження, фінансування інвестицій, просування нових продуктів, сприяння експорту та кредитування приватних господарств. Фінансовий інститут швидко став "універсальним розв'язувачем проблем" для всіх груп споживачів.
Зняття обмежень на відкриття філій у 1977 році та закон про банківську діяльність, ухвалений 1979 року, змінили ситуацію в австрійській банківській галузі. У процесі лібералізації правової бази, а також інтернаціоналізації та швидкого просування автоматизації банківського бізнесу, виникла значна конкуренція між банками.
Таким чином, у 1993 році, відповідно до закону про банківську діяльність від 1986 року, було створено дочірній банк Die Erste österreichische Spar-Casse – Bank Aktiengesellschaft, а Sparkasse залишився холдинговою компанією для акцій дочірньої компанії і змінив назву на Die Erste österreichische Spar-Casse Anteilsverwaltungssparkasse (AVS). Пізніше він став DIE ERSTE österreichische Spar-Casse Privatstiftung (ERSTE Stiftung) (2003).
Після цієї зміни Erste змогла випустити привілейовані акції. У листопаді 1993 року привілейовані акції були зареєстровані на Віденській фондовій біржі, а страхова компанія EA-Generali та страховий холдинг Versicherungsholding BARC, які вже мали сертифікати участі, обміняли їх на привілейовані акції. Крім того, у 1993 році були випущені перші державні привілейовані акції. У 1994-1996 роках майже всі сертифікати участі, випущені Erste Bank, були обміняні на привілейовані акції, після чого було проведено регулярне IPO (випуск звичайних акцій).

### Вихід на біржу у 1997 році і експансія банку
Розміщення 11,5 мільйона акції на загальну суму 500 млн. євро восени 1997 року стало найбільшим IPO на Віденській фондовій біржі на той час. Відтоді Ерсте Банк також був здатний діяти як єдина, фінансово потужна банківська група. Це передбачало створення альянсу, в якому Ерсте Банк володіє 51%, а всі інші ощадні банки - 49% і який регулює фінансові потоки між ощадними банками та Ерсте Банком. Аналогічно була реалізована спільна ринкова присутність, спільна політика ризиків та комп'ютерна мережа.
Після реструктуризації та IPO, Erste Bank почав розширюватися у Центральній та Східній Європі у 1997 році. Крім того, восени 2000 року, в ході збільшення капіталу, 6 мільйонів акції (понад 280 мільйонів євро) було успішно розміщено на Віденській фондовій біржі. Друге збільшення капіталу на 9,21 мільйона акції (близько 642 мільйонів євро) було також розміщене на Віденській фондовій біржі. Надходження були в основному використані для придбання акцій чеського ощадного банку "Česká spořitelna" та рекапіталізації придбання "Riječka banka" в Рієці, Хорватія. З 1 жовтня 2002 року акції Erste Bank також котируються на Празькій фондовій біржі.
У 2004 році Ерсте Банк здійснив розподіл акцій (1:4) після успішного розвитку акцій Erste Bank в попередні роки (зростання цін на 180% до більш ніж 125 євро). Менший номінал посприяв торгівлі акціями Erste.
У 2006 році було здійснено третє збільшення капіталу на 2.918 млрд євро. Це збільшення капіталу було найбільшим в історії Віденської фондової біржі на той час. Доходи були використані для часткового придбання Banca Comercială Română (BCR), який, на думку спостерігачів, був куплений занадто дорого.
У 2008 році Erste Group Bank AG був заснований як нова холдингова компанія, яка взяла на себе всі іноземні активи Erste Bank. З того часу Erste Bank Österreich також працює як дочірня компанія Erste Group. Акція Erste Group Bank є таким чиною часткою у всій Erste Group і котирується на фондових біржах у Відні, Празі та Бухаресті.

## Структура банку

### Erste Group і Erste Bank
Відділення австрійського бізнесу "Erste Bank der oesterreichische Sparkassen AG" від новоствореної холдингової компанії Erste Group Bank AG набуло чинності 8 серпня 2008 року. Нова корпоративна структура стала необхідною через розширенню Erste Bank у центральній та східній Європі, для чіткого розподіл завдань між Erste Group Bank AG, яка виконує функції холдингу, і дочірніми компаніями, які вона має в кожній країні. Холдинг виконує функції стратегічного контролю та забезпечує місцеву інфраструктуру на окремих ринках. Крім того, він відповідає за операційні підрозділи "Global Markets" і "Group Corporate and Investment Banking". Банківським бізнесом Erste в Австрії продовжує керувати "Erste Bank der oesterreichischen Sparkassen AG". 

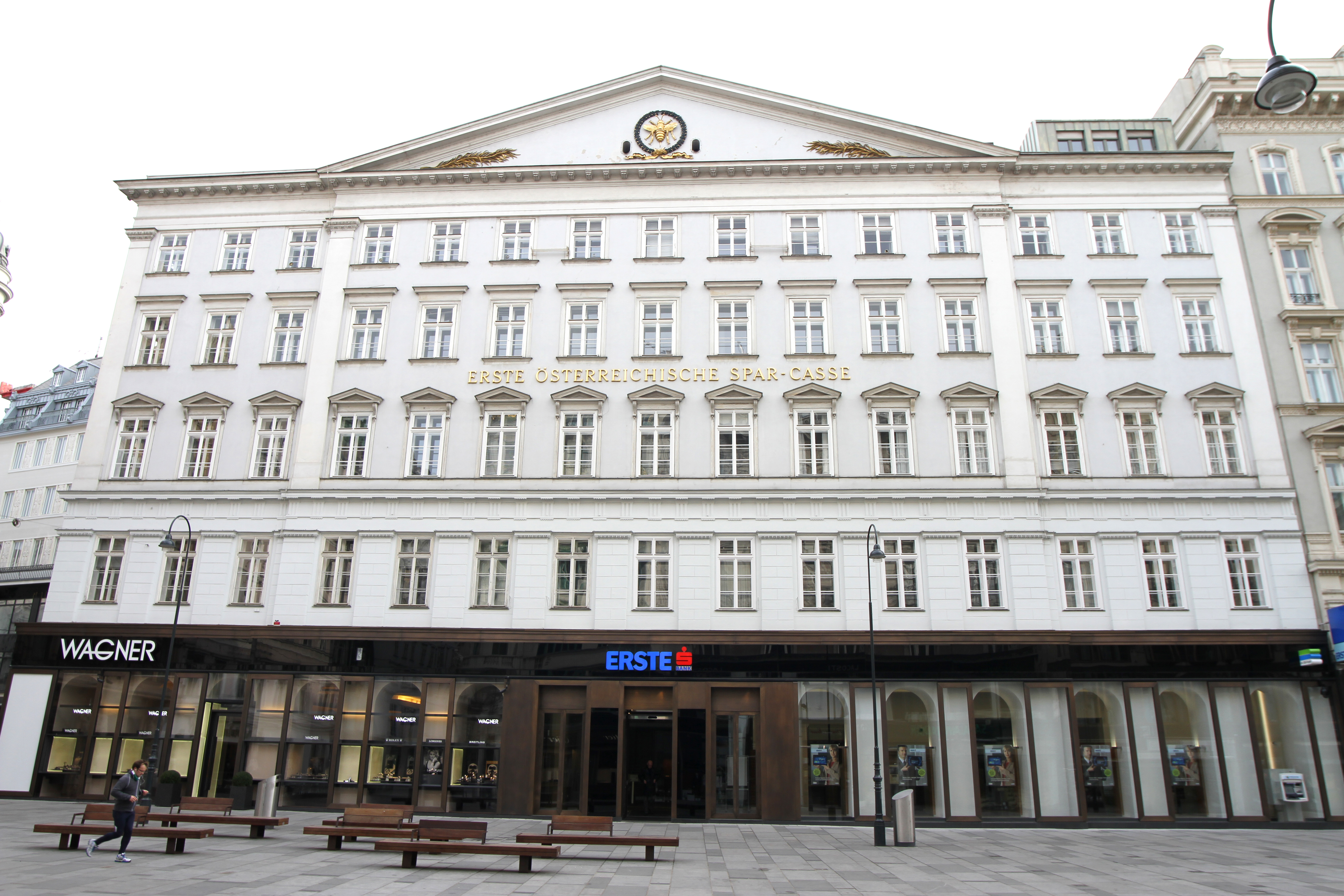
Центральний офіс Ерсте Банку у Відні

### Власники
Erste Bank Oesterreich є 100 % дочірньою компанією Erste Group.

## Erste Bank в Україні

### Історія
Перша  «Spar-Casse» з'явилася у Львові у 1827 році.

### Сучасність
ВАТ «Ерсте Банк» почав працювати в Україні в 2006 році.
У 2012 році Національний банк України опублікував інформацію про те, що  «Ерсте Банк Україна» увійшов до числа найзбитковіших банків за результатами діяльності за даний рік. Згідно із даними НБУ, чистий збиток банку у 2012 році склав 466 млн грн.
2013 року ВАТ «Ерсте Банк» перейшов у власність Фідобанку, який у 2016 році був ліквідований.